# Elisabeth Helms
Elisabeth Helms (nacida el 25 de junio de 1946) es una traductora sueca.
Se ha dedicado a la traducción de literatura latinoamericana al sueco: Carlos Fuentes, Mario Vargas Llosa, José Maria Arguedas, Antonio Muñoz Molina, Juan Carlos Onetti, Octavio Paz y Carlos Ruiz Zafón. También incursionó en la traducción desde el danés y el inglés, como por ejemplo las novelas policiales de Minette Walters.

## Premios
- 1991 – Premio de Traducción de la Academia Sueca